# Astroma eltatiensis
Astroma eltatiensis är en insektsart som beskrevs av Tapia 1977. Astroma eltatiensis ingår i släktet Astroma och familjen Proscopiidae. Inga underarter finns listade i Catalogue of Life.